# Kapelmistrz
Kapelmistrz (Kapellmeister) – urzędnik dworski odpowiedzialny za rozrywki muzyczne, nadzór nad wykonawcami oraz dostarczanie nowych utworów.
Do XVI wieku zwykle chodziło o muzykę sakralną (fr. chapelle, niem. Kapelle –„kaplica”) później funkcja ta kojarzyła się przede wszystkim z muzyką świecką.

## Znani kapelmistrzowie
Johann Sebastian Bach pełnił funkcję Kapellmeistra w latach dwudziestych XVIII wieku w Weimarze, Johann Georg Pisendel od roku 1728 w Dreźnie, Christoph Graupner od 1710 w Darmstadt, Johan Joachim Agrell w Norymberdze od 1746 roku, a Carl Heinrich Graun w latach 1740–1759 w Berlinie.

## Galeria

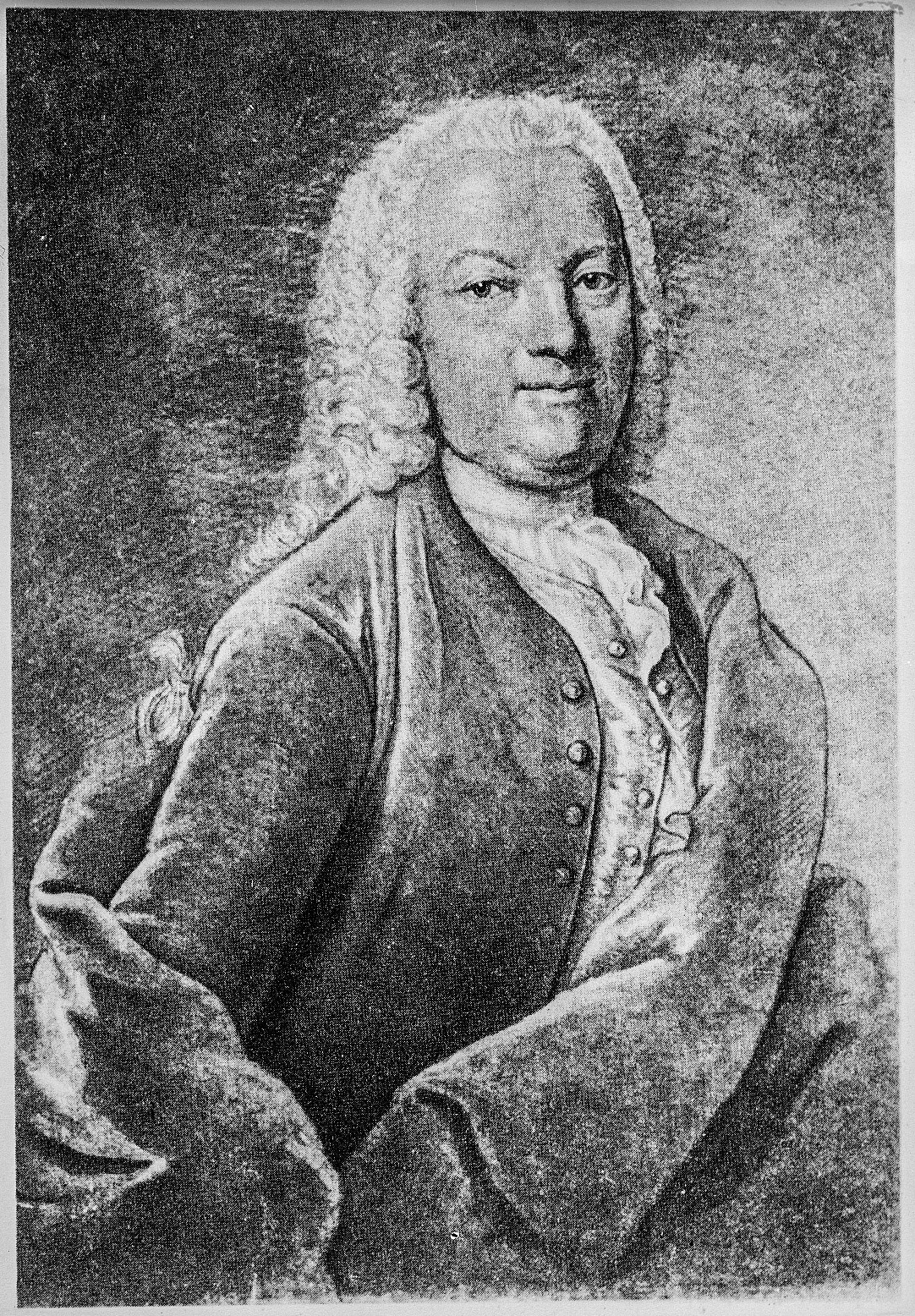
Johann Georg Pisendel
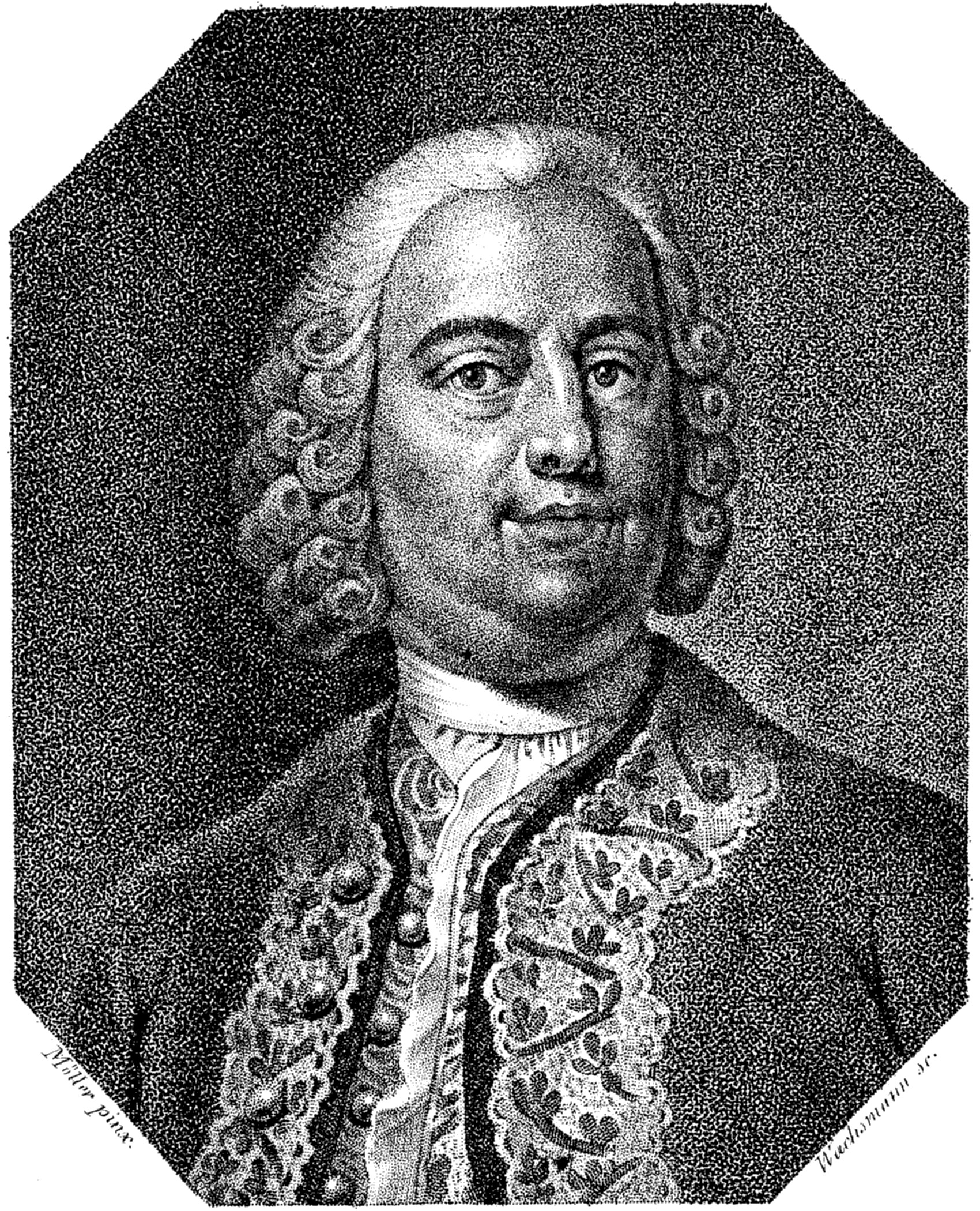
Carl Heinrich Graun
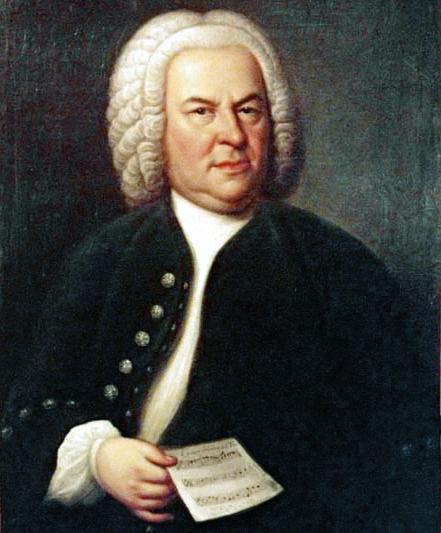
Johann Sebastian Bach
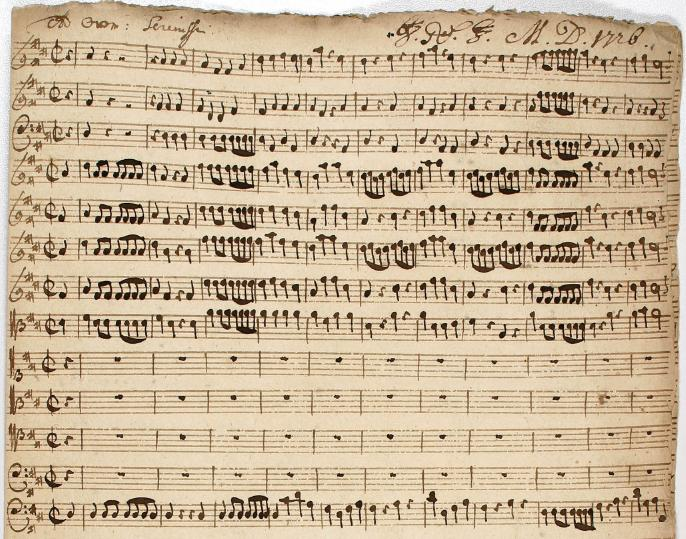
Manuskrypt kantaty Graupnera napisanej na urodziny landgrafa Ernsta Ludwiga w grudniu 1726 roku